# Колель
Колель (коллель, колел, от ивр. כולל‎) — небольшое высшее талмудическое учебное заведение типа иешивы. В отличие от обычных иешив, колели предназначены для женатых учащихся. Учащиеся, как правило, получают стипендию.
В этом значении слово колель впервые использовал Исраэль Салантер, давший название колель прушим (колель отделяющихся), как он назвал основанное им же в 1877 году в Ковно учебное заведение для молодых семейных учащихся (колель Ковно).
Словом колель называют учебные заведения того же типа и в современном Израиле.
Изначальное значение слова колель — объединение (землячество) обычно ашкеназских евреев старого ишува, члены которого получали пособие халуки — средства, собираемых в этой стране или области для поддержки изучающих Тору.